# Szczyt Ismaila Samaniego
Szczyt Ismaila Samaniego (tadż. Қуллаи Исмоили Сомонӣ, kullai Ismoili Somoni, ros. пик имени Исмаила Самани, pik imieni Ismaiła Samani) – najwyższa góra Tadżykistanu i Pamiru, nazwana na cześć Ismaila Samaniego, założyciela dynastii Samanidów. Dawniej najwyższy szczyt Związku Radzieckiego.
Pierwszego wejścia na szczyt dokonał radziecki wspinacz Jewgienij Abałakow w 1933 r. Wtedy to szczytowi nadano nazwę Pik Stalina (пик Сталина, Szczyt Stalina). W wyniku destalinizacji, dokonanej przez Nikitę Chruszczowa w 1962, nazwę góry zmieniono na Pik Komunizmu (пик Коммунизма, Szczyt Komunizmu), a w 1998 na jego obecną nazwę. Pierwszą kobietą, która stanęła na szczycie, była w 1968 r. radziecka wspinaczka Ludmiła Agranowskaja. W 1972 r., podczas trwania międzynarodowej "alpiniady", szczyt zdobyła grupa polskich alpinistów pod kierownictwem Stanisława Kulińskiego.
Zimą po raz pierwszy i jedyny szczyt został zdobyty 4 lutego 1986 podczas dużej radzieckiej wyprawy, w której udział brało 24 wspinaczy ZSRR (w tym 7 uzbeckich). 4 lutego na szczycie stanęli: W. Balibierdin, W. Szopin i Ju. Razumow (wszyscy z Leningradu), M. Turkiewicz (Donieck), A. Moskalcow (Charków), G. Wasilenko (Symferopol), Ju. Janowicz (Duszanbe). Pozostali zdobyli szczyt 7 lutego. Podczas zejścia dwie osoby poniosły śmierć, wiele osób miało odmrożone stopy.
Zdobycie szczytu jest wymagane dla uzyskania rosyjskiego wyróżnienia alpinistycznego – Śnieżnej Pantery.